# Sân bay Vohemar
Sân bay Vohemar (IATA: VOH, ICAO: FMNV) là một sân bay ở Vohemar, Madagascar.

## Hãng hàng không và điểm đến
| Hãng hàng không | Các điểm đến |
| --------------- | ------------ |
| Air Madagascar  | Antananarivo |